# Backtesten

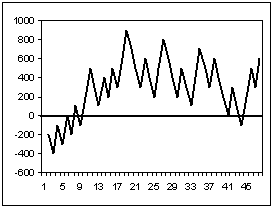
Gestileerde backtest equityline. X-as: transactienummer. Y-as: cumulatieve opbrengsten en verliezen

Backtesten van beleggingsstrategieën is het proces waarmee aan de hand van objectieve handelsregels voor aan- en verkoop, met historische (koers)data wordt berekend wat in een bepaalde periode met een strategie zou zijn verdiend. Het is belangrijk dat de uitkomsten statistisch significant zijn. Hoe betrouwbaarder de gevonden resultaten, hoe groter de kans dat een strategie ook in de toekomst vergelijkbare resultaten boekt. Hoe meer trades er in een backtest voorkomen, hoe betrouwbaarder deze is.
In hoeverre een backtest iets zegt over toekomstige resultaten kan ook worden getoetst d.m.v. een out-of-sample test. Een gedeelte van de historische testdata wordt afgesplitst en op deze data wordt een aparte backtest gedaan. Als deze test ongeveer dezelfde resultaten geeft vergeleken met de eerdere backtest, dan is dat een indicatie voor de betrouwbaarheid van de gehele test.
In de uitkomsten van een backtest wordt gekeken of de winstverwachting positief is. Maar ook of het risico dat tijdens een ingenomen positie wordt gelopen opweegt tegen de winst. Een belangrijk criterium in deze risico/winstverhouding is de Probability of Ruin (POR). Een beursstrategie of handelssysteem kan namelijk winstgevend zijn, maar als de kans op winst te klein is in verhouding tot de verwachte opbrengsten dan is de kans groot dat een beursstrategie in liquiditeitsproblemen komt.
Het daadwerkelijke live traden zal nooit precies dezelfde resultaten opleveren als de theoretische waarden uit de backtest. Verschillen in uitkomsten tussen een theoretische backtest en de dynamische praktijk op de Effectenbeurs worden vaak veroorzaakt door transactiekosten en slippage.
Het uitproberen van verschillende systeemparameters in een backtest om de winstverwachting te verhogen wordt optimaliseren genoemd.